# Окуловское городское поселение
Окуловское городское поселение — муниципальное образование в Окуловском муниципальном районе Новгородской области.
Крупнейший населённый пункт и административный центр — город Окуловка.

## История
Окуловское городское поселение было образовано в соответствии с законом Новгородской области от 11 ноября 2005 года № 559-ОЗ. В состав городского поселения вошли 3 населённых пункта.

## Население
| 2010    | 2012    | 2013    | 2014    | 2015    | 2016    | 2017    |
| ------- | ------- | ------- | ------- | ------- | ------- | ------- |
| 12 872  | ↘12 328 | ↘11 973 | ↘11 711 | ↘11 433 | ↘11 110 | ↘10 848 |
| 2018    | 2019    | 2020    | 2021    |         |         |         |
| ↘10 638 | ↘10 368 | ↘10 115 | ↗10 348 |         |         |         |

## Состав городского поселения
| № | Населённый пункт | Тип населённого пункта        | Население |
| - | ---------------- | ----------------------------- | --------- |
| 1 | Окуловка         | город, административный центр | ↗9949     |
| 2 | Окуловка         | деревня                       | 23        |
| 3 | Шуркино          | деревня                       | 385       |